# Nicolas-Alexandre Salins
Pour les articles homonymes, voir Salins.
Nicolas-Alexandre Salins, né à Versailles en 1753 et mort à Nantes en 1839, est un architecte français.

## Biographie
Après des études d'architecture à Paris, il part en Basse-Alsace en 1776 pour y exercer la fonction d'inspecteur des bâtiments publics. Il dirige les travaux de certaines églises de la campagne alsacienne comme à Mertzwiller, Weyersheim et Rosheim (église Saint-Étienne).

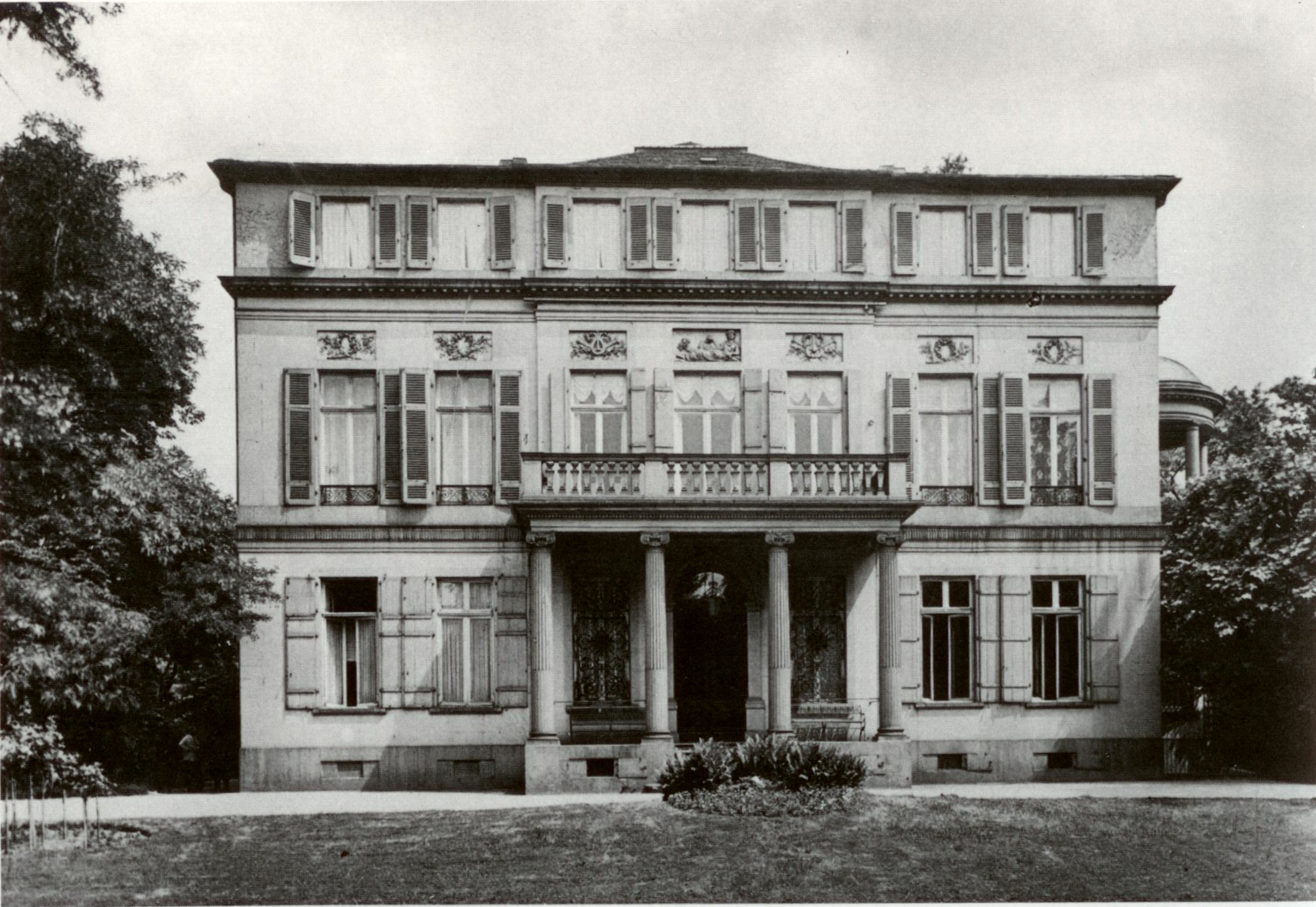
Palais Passavant-Gontard

À la suite de l'incendie du château épiscopal de Saverne (8 septembre 1779), le prince-évêque Louis-René-Edouard de Rohan lui en confie la reconstruction. Il ne peut pourtant terminer complètement son œuvre puisqu'il émigre en Allemagne en 1790, participe activement à la contre-révolution puis s'installe à Francfort-sur-le-Main en 1797. Il y honore de nombreuses commandes de demeures pour la ville et ses environs. Sa réputation l'appelle ensuite à redécorer plusieurs grandes résidences d'Allemagne centrale (à Karlsruhe) et méridionale dont notamment en Franconie à Wurtzbourg.
Il prend part au concours pour le palais électoral de Coblence. Plus tard, 
vers 1800, il construit à Francfort la maison Passavant-Gontard. 
En 1815, Salins dit de Montfort revient à Francfort jusqu'en 1821. Végétant quelques années à Paris, il part à Nantes où il décède en 1839. 